# Liste des évêques de Saint-Flour

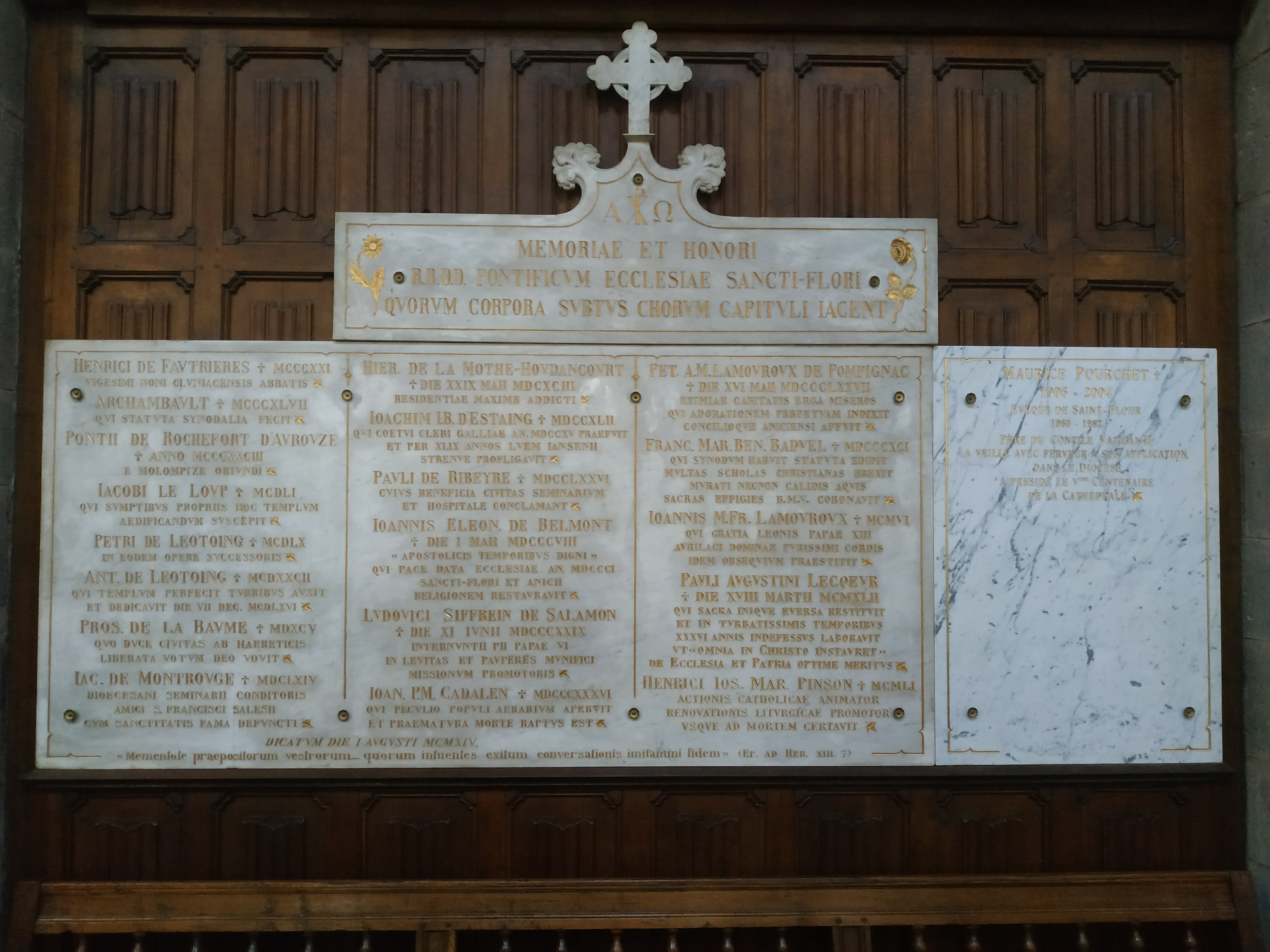
Liste des évêques de Saint-Flour dans la cathédrale Saint-Pierre de Saint-Flour.

Le diocèse de Saint-Flour a été créé par le démembrement en 1317 de l'ancien diocèse d'Auvergne dont il reprenait les paroisses du haut pays d'Auvergne, c'est-à-dire celles qui se trouvaient dans l'ancienne aire de l'abbaye d'Aurillac, de celle de Saint-Flour et du chapitre de Brioude. Le diocèse correspondait jusqu'en 1789 à l'actuel département du Cantal, avec en moins le Mauriacois, et en plus deux parties du Velay: le Brivadois et le Nord de la Margeride, ainsi qu'un bourg du Quercy : Lamativie. Il comprenait Landeyrat mais excluait Allanche.
Le diocèse du Puy-en-Velay a été réuni au diocèse de Saint-Flour après la Révolution, jusqu'en 1822.
Pour connaître leurs prédécesseurs, il convient de consulter la liste des Prieurs de Saint-Flour (1092-1317).

## Évêques de Saint-Flour
1. 1317-1319  Raymond Ier de Mimèges, de Vehens (né à Mostuéjouls), abbé de Saint-Thibéry lors de la création du siège épiscopal.
2. 1319 - 1320 Henri de Fautrières (de Faltredi ou Falteriis) (mort à Saint-Flour en 1320), abbé de Cluny.
3. 1320-1347 Archambaud, camérier de l'Abbaye de la Sauve-Majeure avant d'être promu évêque de Saint-Flour le 5 février 1320, abbé d'Aurillac. Fait plusieurs ordonnances synodales.
4. 1347-1361 Dieudonné de Canillac, fait réunir les matériaux pour construire la cathédrale, reçut d'importants legs pour cela, serait devenu ensuite évêque de Maguelone.
5. 1361-1367 Pierre Ier d'Estaing, fils de Guillaume III, seigneur d'Estaing et d'Ermengarde de Peyre (- Rome 1377), religieux de Saint-Victor. Assemble un concile provincial en 1361. Devient en 1368 archevêque de Bourges, cardinal camerlingue et légat des papes Urbain V et Grégoire XI.
6. 1368-1374 Pierre II de Rensin (Roussin, Rollet ou Roletty), premier évêque à ne pas être issu du cloître (chapitre cathédral).
7. 1374-1383 Poncet de Rochefort, fils de Bertrand d'Aurouze et d'Isabeau de Polignac. Sa sœur Françoise était mariée à Robert III, dauphin de Saint-Ilpize. Il est enterré à Saint-Flour le 9 janvier 1383.
8. 1383-1396 Pierre III de Vissac, avocat au parlement de Paris.
9. 1396-1404 Hugues de Manhac (Magnac).
10. 1404-1413 Géraud del Puech.
11. 1413-1426 Bertrand de Cadoene. Le lundi 16 décembre 1426, il quitte Saint-Flour pour rejoindre l'évêché d'Uzès.
12. 1426-1451 Jacques Ier Le Loup de Beauvoir. Prieur de Saint-Pourçain, il annonce sa nomination à la tête du diocèse par une lettre qui arrive à Saint-Flour le 20 septembre 1426.
13. 1452-1461 Pierre de Lautoin.
14. 1461-1482 Antoine de Lautoin.
15. 1486-1493 Claude de Doyat.
16. 1493-1502 Charles Ier de Joyeuse.
17. 1502-1540 Louis de Joyeuse.
18. 1543-1547 Balthazar-Hercule de Jarente
19. 1547-1565 Antoine de Lévis-Chateaumorand
20. 1567-1569 Jean Paul de Selve (Jean Ier)
21. 1573-1595 Pierre Prosper de La Baume .
22. 1599-1602 Raymond de Rouchon (interimaire)
23. 1609-1647 Charles II de Noailles, fils d'Henri, comte d'Ayen, et de Jeanne-Germaine d'Espagne-Montespan, abbé d'Aurillac.
24. 1647-1664 Jacques II de Montrouge.
25. 1664-1693 Jérôme de La Mothe-Houdancourt.
26. 1693-1742 Joachim-Joseph d'Estaing.
27. 1742-1776 Paul de Ribeyre.
28. 1776-1779 Jean-Marie-Anne de Bonteville.
29. 1779-1801 Claude Marie de Ruffo (1746-1818), fils de Jean-François de Roux de Ruffo et de Louise de Murat de Sablons, député aux États généraux, dernier évêque de Saint-Flour d'Ancien régime. Le diocèse est supprimé du point de vue civil, mais pas du point de vue religieux, de 1790 à 1802.

### Évêques constitutionnels du Cantal
- Mars 1791-1793 Anne Alexandre Marie Thibault, évêque constitutionnel du Cantal, en résidence à Saint-Flour.
- 1800-1801 Louis Bertin évêque constitutionnel du diocèse du Cantal résidant à Aurillac.

### Nouveau diocèse de Saint-Flour

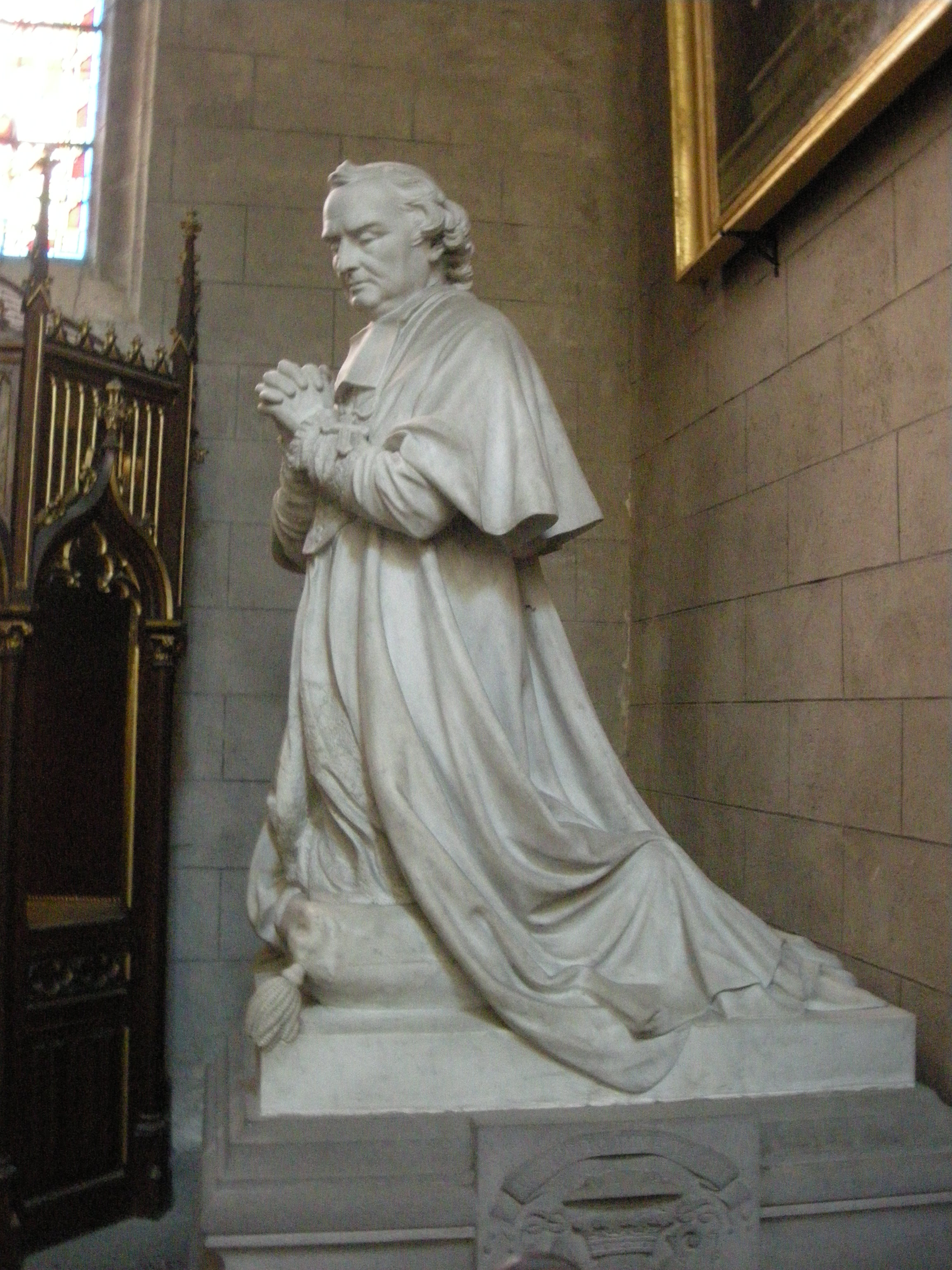
Statue de Pierre de Pompignac en la cathédrale Saint-Pierre de Saint-Flour.

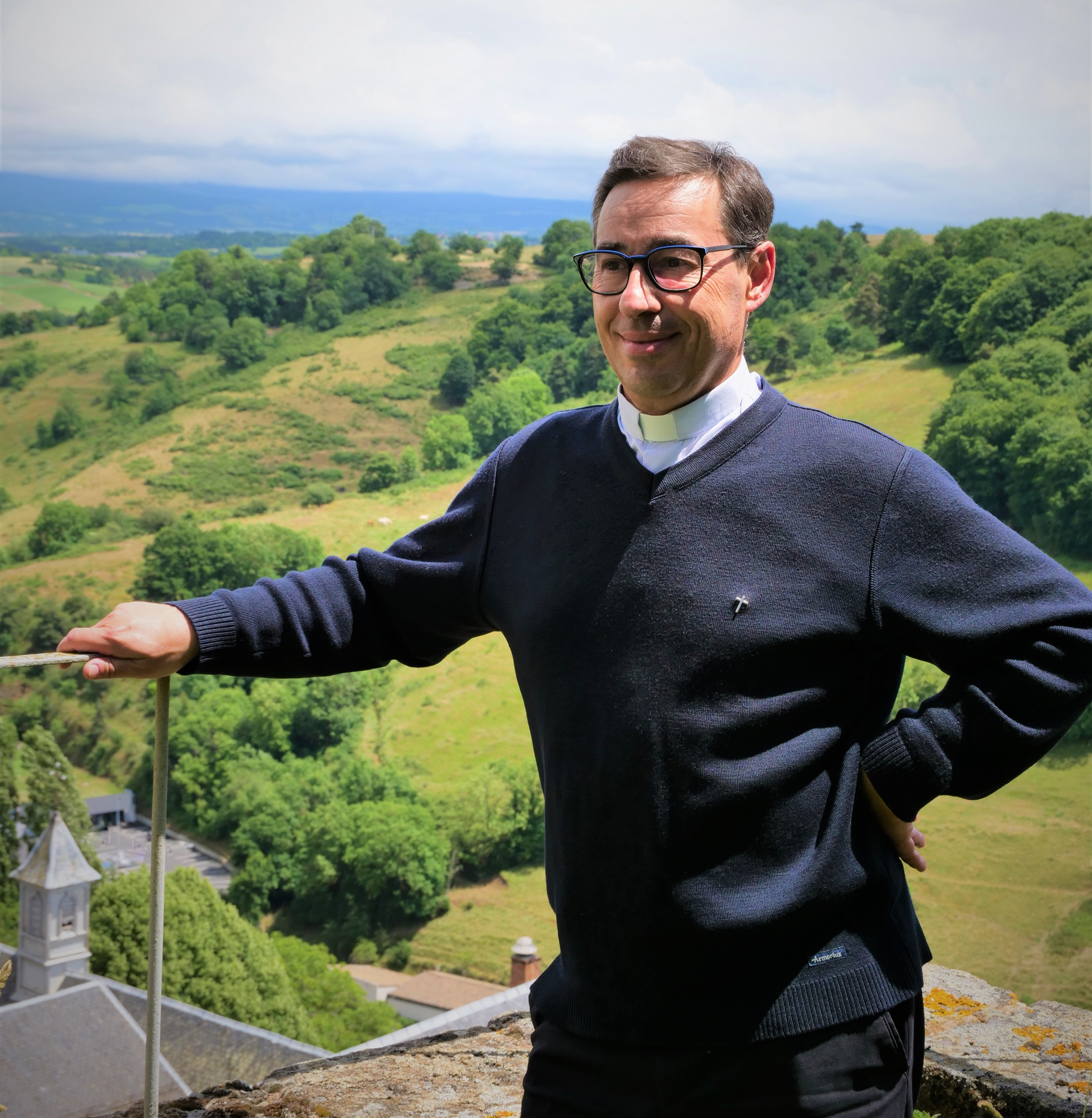
Didier Noblot à l'évêché de Saint-Flour.

1. 1802-1808 Jean-Éléonore Montanier de Belmont.
2. 1808-1809 François-Amable de Voisins, mort avant d'avoir reçu l'ordination épiscopale.
3. 1809-1819 Guillaume-Auguste Jaubert.
4. 1819-1819 Jean-Francis de Mallian, mort avant d'avoir été consacré[2].
5. 1820-1820 Paul-Thérèse-David d'Astros, qui fut archevêque de Toulouse et cardinal.
6. 1820-1829 Louis-Siffrein-Joseph de Salamon.
7. 1829-1833 François-Marie-Edouard de Gualy (1786-1842), 7e fils de Marc-Antoine et de Marie-Anne de Rech, ensuite archevêque d'Albi.
8. 1833-1836 Jean-Pierre-Marie Cadalen
9. 1837-1851 Frédéric-Gabriel-Marie-François de Marguerye (1802-1876)[3], membre de la Société cantalienne, ensuite évêque d'Autun.
10. 1851-1857 Jean-Paul-Marie Lyonnet.
11. 1857-1877 Pierre-Antoine-Marie Lamouroux de Pompignac.
12. 1877-1891 François-Marie-Benjamin Baduel.
13. Jean-Marie-Francois Lamouroux.1892-1906 Jean-Marie-François Lamouroux.
14. 1906-1942 Paul-Augustin Lecœur.

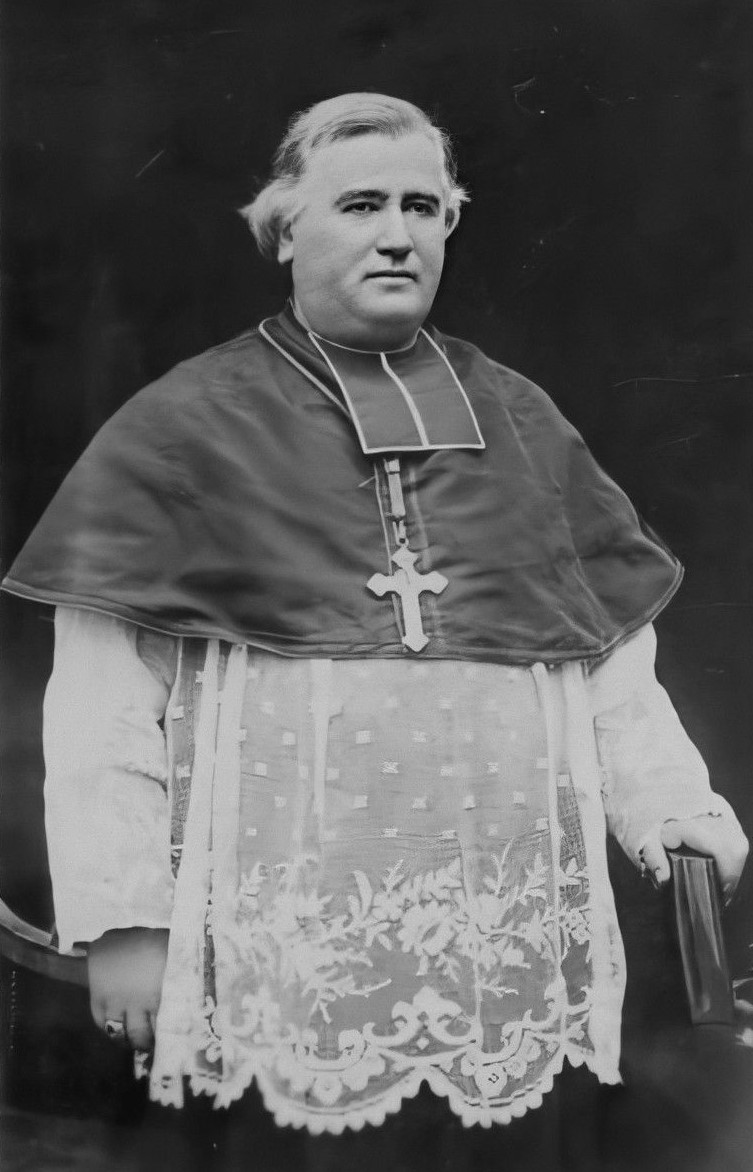
Jean-Marie-Francois Lamouroux.

15. 1943-1951 Henri-Marie-Joseph Pinson.
16. 1952-1959 François Marty.
17. 1960-1982 Maurice Pourchet.
18. 1982-1990 Jean Cuminal, précédemment évêque titulaire de Curubis (de).
19. 1990-2006 René Séjourné.
20. 2006-2021 Bruno Grua.
21. Depuis 2021 Didier Noblot.